# Морґі (Свецький повіт)
Морґі (пол. Morgi) — село в Польщі, у гміні Нове Свецького повіту Куявсько-Поморського воєводства.
Населення — 412 осіб (2011).
У 1975-1998 роках село належало до Бидгощського воєводства.

## Демографія
Демографічна структура станом на 31 березня 2011 року:
|          | Загалом | Допрацездатний вік | Працездатний вік | Постпрацездатний вік |
| -------- | ------- | ------------------ | ---------------- | -------------------- |
| Чоловіки | 207     | 45                 | 143              | 19                   |
| Жінки    | 205     | 50                 | 121              | 34                   |
| Разом    | 412     | 95                 | 264              | 53                   |